# Velemira
Velemira je žensko osebno ime.

## Izvor imena
Ime Velemira je ženskega oblika moškega osebnega imena Velimir.

## Pogostost imena
Po podatkih Statističnega urada Republike Slovenije na dan 31. decembra 2007 v Sloveniji ni bilo ženskih oseb z imenom Velemira.

## Osebni praznik
Osebe z imenom Velemira lahko godujejo takrat kot Velimir.